# Dragan Hajduković
Dragan S. Hajduković (în muntenegreană Драган С. Хајдуковић n. 11 iunie 1949, Cetinje, Republica Socialistă Muntenegru, RSF Iugoslavia), este un profesor de fizică, astrofizician și fizician muntenegrean, angajat al laboratorului CERN din Elveția, activist de mediu și candidat de mai multe ori la președinția Muntenegrului.

## Biografie
Dragan Slavkov Hajduković (Haidukovici) s-a născut la 11 iunie 1949 în Cetinje, capitala istorică și culturală a Muntenegrului.

## Cercetare științifică
Dragan Hajduković este profesor de fizică la CERN, în Elveția. Un studiu recent publicat de acesta în revista Astrophysics and Space Science a descris un mecanism capabil să transforme materie în antimaterie (și invers), al cărui rezultat (teoretic) este un univers ciclic cu o predominanță consistentă a materiei sau a antimateriei. Conform acestui scenariu, atunci când universul cu materie predominantă în el se prăbușește, apare universul cu antimaterie predominantă și acest ciclu se repetă în mod constant (la infinit).

## Carieră politică
În 2002 a fost unul dintre fondatorii unui ONG de politică verde (ecologică) din Muntenegru care a devenit mai târziu partidul politic Verzii din Muntenegru (în muntenegreană Zeleni Crne Gore).
Dragan Slavkov Hajduković a fost de patru ori candidat la funcția de președinte al Muntenegrului, mai întâi la alegerile prezidențiale din 1997 din Muntenegru, apoi, la alegerile prezidențiale din 2002. Alegerile prezidențiale au avut loc în cele din urmă în februarie 2003, dar alegerile au fost declarate invalide din cauza participării scăzute la vot. În mai 2003, Dragan Hajduković a ajuns pe locul trei cu 4,4% din voturi. El a anunțat că va candida din nou la președinție la alegerile din aprilie 2008 și aprilie 2018. Cu toate acestea, la ambele alegeri nu a avut timp să strângă suficiente semnături pentru a deveni un candidat oficial.